# うず (アルバム)
『うず』は、Sugar Soulの2枚目のアルバム。前作から1年3か月ぶりのアルバム。

## 収録曲
1. カリスマ
2. Siva 1999
6枚目のシングル
3. 此こへ来て
4. don't let go
5. カリスマ - real live dub 1
6. no-no-no
7. real live dub 2
8. 真実
9. 我麻羯磨 〜waga ma karma〜
10. respectyourself
7枚目のシングル
11. いいよ
8枚目のシングルとして、のちにシングルカットされた。
12. Garden
5枚目のシングル。最大のヒット作。